# Козак Микола Васильович (Герой України)
Мико́ла Васи́льович Коза́к — старший сержант Збройних сил України, учасник російсько-української війни, що відзначився в ході російського вторгнення в Україну. Герой України (2024).

## Життєпис
Мешканець с. Русанівці Хмельницького району Хмельницької області.
Уклав контракт на службу в Збройних силах України у 18 років. Брав участь в АТО та ООС на сході України. Після закінчення служби повернувся до мирного життя, проте незадовго до початку повномасштабного вторгнення знову став до лав Збройних Сил України.
Під час російського вторгнення в Україну служить у Десантно-штурмових військах Збройних сил України. Відзначився у ході бойових дій — під час наступу на Херсонщині уразив танк і знищив дві вогневі позиції ворога. Під час боїв у районі с. Верхньокам'янське Бахмутського району Донецької області після отримання поранення командиром роти, прийняв командування ротою та протягом місяця підрозділ тримав оборону, після чого вийшов з оточення.
Після низки поранень, продовжує військову службу у 199 навчальному центрі ДШВ ЗСУ на посаді інструктора, де передає свій бойовий досвід курсантам.

## Нагороди
- Звання Герой України з врученням ордена «Золота Зірка» (28 червня 2024) — за особисту мужність і героїзм, виявлені у захисті державного суверенітету та територіальної цілісності України, самовіддане служіння Українському народові[4];
- Орден «За мужність» ІІІ ступеня (21 квітня 2022) — за особисту мужність і самовіддані дії, виявлені у захисті державного суверенітету та територіальної цілісності України, вірність військовій присязі[5].